# Shaya Sar Shalom Nechmad
Shaya Sar Shalom Nechmad (hebreiska: שיה שר שלום נחמד), född 18 mars 2007, är en israelisk konstsimmare.

## Karriär
Vid junior-EM 2023 i Funchal var Nechmad en del av Israels lag som tog guld i fri kombination. Vid konstsim-EM 2025 i Funchal var hon en del av Israels lag som tog brons i det fria lagprogrammet.